# Lijst van rijksmonumenten in Koudekerk aan den Rijn
De plaats Koudekerk aan den Rijn telt 31 inschrijvingen in het rijksmonumentenregister. Hieronder een overzicht.
| Object                                                               | Oorspronkelijke functie?  | Bouwjaar                      | Architect    | Locatie                     | Coördinaten?                 | Nr.?   | Afbeelding                              |
| -------------------------------------------------------------------- | ------------------------- | ----------------------------- | ------------ | --------------------------- | ---------------------------- | ------ | --------------------------------------- |
| Hoeve "Bouwlust"                                                     | Boerderij                 | derde kwart 18e eeuw          |              | Dorpsstraat 1               | 52° 7' 48" NB, 4° 35' 9" OL  | 23794  | Meer afbeeldingen                       |
| Voormalig Hotel van Egmond                                           | Werk-woonhuis             | midden 19e eeuw               |              | Dorpsstraat 50              | 52° 7' 55" NB, 4° 35' 28" OL | 23796  | Meer afbeeldingen                       |
| Nederlands Hervormde Kerk                                            | Kerk en kerkonderdeel     | 15e eeuw                      |              | Dorpsstraat 53              | 52° 7' 56" NB, 4° 35' 28" OL | 23797  | Meer afbeeldingen                       |
| Woonhuis/voormalige smederij                                         | Nijverheid                | Waarsch. 17e eeuw             |              | Dorpsstraat 59              | 52° 7' 56" NB, 4° 35' 30" OL | 23798  | Meer afbeeldingen                       |
| Hondsdijkse Molen                                                    | Industrie- en poldermolen | 1644 / 1693                   |              | Dorpsstraat 65              | 52° 8' 26" NB, 4° 35' 10" OL | 23799  | Meer afbeeldingen                       |
| Buitenplaats Bijdorp                                                 | Woonhuis                  | ca. 1860                      |              | Dorpsstraat 70              | 52° 7' 56" NB, 4° 35' 34" OL | 23800  | Meer afbeeldingen                       |
| Koetshuis Groot Poelgeest                                            | Bijgebouwen kastelen enz. | 1648                          |              | Dorpsstraat 70a             | 52° 7' 56" NB, 4° 35' 36" OL | 23801  | Meer afbeeldingen                       |
| Restanten Groot Poelgeest                                            | Kasteel, buitenplaats     | 1602                          |              | Dorpsstraat, ongenummerd    | 52° 7' 58" NB, 4° 35' 43" OL | 23802  | Meer afbeeldingen                       |
| Hoeve "Bronstee"                                                     | Boerderij                 | Eind 17e eeuw                 |              | Hondsdijk 25                | 52° 7' 50" NB, 4° 34' 4" OL  | 23803  | Meer afbeeldingen                       |
| Hoeve "Molenzicht"                                                   | Boerderij                 | eerste helft 19e eeuw         |              | Hondsdijk 59                | 52° 7' 44" NB, 4° 34' 50" OL | 23804  | Meer afbeeldingen                       |
| Hoeve "'s Lands Welvaren"                                            | Boerderij                 | eerste helft 19e eeuw         |              | Lagewaard 20                | 52° 8' 7" NB, 4° 35' 49" OL  | 23805  | Meer afbeeldingen                       |
| Hoeve "Ken U Zelven"                                                 | Boerderij                 | eerste helft 19e eeuw         |              | Lagewaard 24/25             | 52° 8' 10" NB, 4° 35' 57" OL | 23806  | Meer afbeeldingen                       |
| Huis "De Tol"                                                        | Kasteel, buitenplaats     | Na 1807                       |              | Hofstedelaantje 1           | 52° 8' 15" NB, 4° 36' 16" OL | 23807  | Meer afbeeldingen                       |
| Boerderij onder rieten wolfdak                                       | Boerderij                 | 1614                          |              | Lagewaard 47                | 52° 8' 22" NB, 4° 36' 24" OL | 23808  | Meer afbeeldingen                       |
| Boerderijen onder rieten wolfdak en met vlechtingen in de voorgevel. | Boerderij                 | eerste helft 19e eeuw         |              | Lagewaard 53                | 52° 8' 23" NB, 4° 36' 28" OL | 23809  | Meer afbeeldingen                       |
| Boerderij met rieten wolfdak                                         | Boerderij                 | Ca. 1800.                     |              | Lagewaard 69                | 52° 8' 29" NB, 4° 36' 44" OL | 23810  | Meer afbeeldingen                       |
| Boerderij onder rieten wolfdak                                       | Boerderij                 | Eerste kwart van de 19e eeuw. |              | Lagewaard 75                | 52° 8' 31" NB, 4° 36' 58" OL | 23811  | Meer afbeeldingen                       |
| Lagenwaardse Molen                                                   | Industrie- en poldermolen | 1634 / 1836 / 2003            |              | Batelaan 1                  | 52° 9' 24" NB, 4° 36' 26" OL | 25701  | Meer afbeeldingen                       |
| Witgepleisterde boerderij onder pannen wolfdak                       | Boerderij                 | begin 19e eeuw                |              | Dorpsstraat 17              | 52° 7' 52" NB, 4° 35' 17" OL | 327101 | Meer afbeeldingen                       |
| Terrein waarin sporen van een begraving                              | Archeologisch monument    | Vroege middeleeuwen           |              | Dorpsstraat, hoek Lagewaard | 52° 8' 3" NB, 4° 35' 38" OL  | 45652  | Terrein waarin sporen van een begraving |
| Hoeve "Westdorp"                                                     | Boerderij                 | 1891                          |              | Hondsdijk 69                | 52° 7' 46" NB, 4° 34' 59" OL | 517869 | Hoeve "Westdorp"                        |
| Schuur bij hoeve "Westdorp"                                          | Boerderij                 | 1891                          |              | Hondsdijk bij 69            | 52° 7' 46" NB, 4° 34' 59" OL | 517870 | Schuur bij hoeve "Westdorp"             |
| Toegangshek van hoeve "Westdorp"                                     | Erfscheiding              | 1875-1900                     |              | Hondsdijk bij 69            | 52° 7' 46" NB, 4° 34' 57" OL | 517871 | Toegangshek van hoeve "Westdorp"        |
| Hondsdijk 39: boerderij van het type langhuis                        | Boerderij                 | ca. 1880                      |              | Hondsdijk 39                | 52° 7' 45" NB, 4° 34' 23" OL | 517873 | Meer afbeeldingen                       |
| Hondsdijk 39: wagenschuur annex stal                                 | Boerderij                 | Ca. 1880                      |              | Hondsdijk bij 39            | 52° 7' 45" NB, 4° 34' 23" OL | 517874 | Meer afbeeldingen                       |
| Hondsdijk 39: toegangshek                                            | Erfscheiding              | 1875                          |              | Hondsdijk bij 39            | 52° 7' 48" NB, 4° 34' 24" OL | 517875 | Meer afbeeldingen                       |
| Boerderijcomplex                                                     | Boerderij                 | 1941                          | Corzwager    | Dorpsstraat 51              | 52° 7' 55" NB, 4° 35' 26" OL | 517885 | Boerderijcomplex                        |
| Zomerhuis                                                            | Boerderij                 | 1800-1900                     |              | Dorpsstraat 49              | 52° 7' 55" NB, 4° 35' 25" OL | 517886 | Zomerhuis                               |
| Hooiberg                                                             | Boerderij                 | 1800-1940                     |              | Dorpsstraat bij 51          | 52° 7' 55" NB, 4° 35' 26" OL | 517887 | Hooiberg                                |
| Mechanische ophaalbrug                                               | Brug                      | 1929                          |              | Bruggestraat                | 52° 6' 31" NB, 4° 35' 17" OL | 517888 | Meer afbeeldingen                       |
| Gereformeerde kerk                                                   | Kerk en kerkonderdeel     | 1911-1912                     | J. Hengeveld | Dorpsstraat 15              | 52° 7' 52" NB, 4° 35' 15" OL | 526844 | Meer afbeeldingen                       |